# Galumna azoreana
Galumna azoreana är en kvalsterart som beskrevs av Pérez-Íñigo 1992. Galumna azoreana ingår i släktet Galumna och familjen Galumnidae. Inga underarter finns listade i Catalogue of Life.